# Elkan Nathan Adler
Pour les articles homonymes, voir Adler.
Elkan Nathan Adler, né le 24 juillet 1861 à Londres et mort 15 septembre 1946 à Londres, est un auteur britannique de confession juive, juriste, historien et collectionneur d'ouvrages et de manuscrits juifs.

## Biographie
Elkan Nathan Adler est le fils de Nathan Marcus Adler, Grand-Rabbin de l'Empire britannique. Il fait de nombreux voyages et constitua une énorme bibliothèque de documents juifs anciens. Il est le premier, avant Solomon Schechter, à explorer la multitude de documents anciens conservés dans la Guéniza du Caire, premier européen à y pénétrer. Lors de ses visites au Caire, en 1888 et 1895, il collecte plus de 25 000 documents qu'il fait transporter en Grande-Bretagne.
Adler publie de nombreux récits de ses voyages ainsi que des descriptions de ses collections, dont : About Hebrew Manuscripts (1905) ; A Gazetteer of Hebrew Printing (1917) ; Jews in Many Lands (1905) ; Auto de Fe and Jew (1908) ; History of the Jews of London (1930) ; Jewish Travellers (1930), et des articles sur les Samaritains et sur l'histoire des Juifs en Égypte et en Perse.
Adler est extrêmement actif au sein de la communauté juive britannique, surtout dans les problèmes d'éducation. C'est un sioniste ardent, membre de la société des Amants de Sion. Par testament, il légue ses collections à la bibliothèque du Jewish Theological Seminary of America.